# Trisetum bungei
Trisetum bungei är en gräsart som beskrevs av Pierre Edmond Boissier. Trisetum bungei ingår i släktet glanshavren, och familjen gräs. Inga underarter finns listade i Catalogue of Life.